# Покровский монастырь (Москва)
Покро́вский монасты́рь — женский ставропигиальный монастырь Русской православной церкви в Москве, у Покровской Заставы (Абельмановская Застава).

## История
Монастырь основан как мужской в 1635 году царём Михаилом Фёдоровичем в память своего отца — патриарха Филарета, скончавшегося в праздник Покрова Богородицы. Ранее на месте возведения монастыря находилось кладбище бездомных и странников, поэтому в первые века своего существования монастырь назывался также Божедомским или монастырём на Убогих Домах. Монастырь был достроен при царе Алексее Михайловиче за счёт средств, полученных благодаря сдаче в аренду землевладений, отчего в простонародье назывался также «комнатным».
В 1655 году возведён каменный монастырский собор Покрова Богородицы, выстроенный заново в 1806—1814 годах. В XVIII веке были возведены церковь Воскресения Словущего и 30-метровая трёхъярусная колокольня. С 1680 по 1731 годы Покровская обитель была приписана к Заиконоспасскому монастырю. В 1751—1776 годах в монастыре помещалась Крутицкая духовная семинария: соответственно, монастырь именовался «училищным», а его настоятель состоял ректором семинарии.
В войну 1812 года в монастыре жил французский генерал Мишель Клапаред, командующий польским Вислинским легионом. В этом же году монастырь был разорён, некоторые постройки обители подверглись разрушению.
В 1855 году была освящена перестроенная по проекту Михаила Быковского церковь Воскресения Словущего; от храма XVIII века остались четыре подкупольных столпа с арками и восточная стена главного алтаря.
Стены, не сохранившиеся с западной стороны, и ворота построены в 1833—1855 годах. Южная часть стены построена в 1886 году по проекту архитектора Василия Карнеева.
В конце XIX века, примерно с 1870 года, монастырь был преобразован в Покровский миссионерский монастырь. Православным миссионерским обществом в нём был создан миссионерский институт для подготовки монашествующих, желавших направиться в просветительские миссии. Миссионерский институт активно действовал только во времена архиерейства святителя Иннокентия, митрополита Московского, подготовив несколько десятков миссионеров.
Монастырь был закрыт в 1929 году, храмы — в 1926 году, в том же году была взорвана колокольня. Последним наместником Покровского мужского монастыря был архимандрит Вениамин (Милов).
В 1934 году в западной части территории монастыря, на месте монастырского кладбища, был разбит парк культуры и отдыха Ждановского района (ныне Таганский парк); монастырские стены (ограда) в этой части были снесены. В зданиях же монастыря размещались типография, редакция журнала, спортивный зал, бильярдная, киностудия, управление кинофикации. В 1994 году Покровский монастырь был возвращён Русской православной церкви.

## Некрополь
Кладбище при Покровском монастыре площадью 5,4 га было крупнейшим монастырским некрополем Москвы. Здесь были похоронены многие члены семейства Боткиных (в том числе писатель Василий Боткин, коллекционер Дмитрий Боткин, купцы Пётр Петрович и Пётр Кононович Боткины); купцы и благотворители Хлудовы (из них наиболее известен Алексей Хлудов); купец и московский краевед Николай Найдёнов; русский поэт Дмитрий Глебов; коллекционер Пётр Щукин, его дед, московский купец Василий Петрович Щукин (1755 - 24.04.1836) и его отец, купец 1-й гильдии Иван Васильевич Щукин (17.01.1817 - 2.12.1890); создатель грамматики якутского языка преосвященный Дионисий (Хитров); видные представители грузинского духовенства. Значительная часть некрополя после 1934 года была снесена (см. ликвидация кладбищ в СССР). На его месте разбит Таганский парк.

## Современность
24 ноября 1994 года Священный Синод принял решение о возобновлении Покровского монастыря в качестве женской монашеской обители.
Настоятельница с 22 февраля 1995 года — игумения Феофания (Мискина), в прошлом насельница Свято-Троицкого Дивеевского монастыря, 14 апреля того же года пострижена в монахини патриархом Алексием II, возведена в сан игумении 4 апреля 1998 года.
В марте 1995 года зарегистрирован юридический устав монастыря. Возрождение обители началось в октябре 1995 года, тогда в стенах наполовину разрушенной Покровской церкви была отслужена первая Божественная литургия, на который молились пять инокинь во главе с матушкой Феофанией. Брат настоятельницы отец Александр сделал из фанеры первый иконостас, на котором укрепили бумажные иконы, сёстры сами и пели. В 1996—1997 годах постановлением правительства Москвы монастырю переданы в бессрочное и безвозмездное пользование сохранившиеся храмы, культовые постройки, другие здания и сооружения, исторически принадлежавшие Покровскому монастырю, а затем и монастырская земля — кроме той, что занимает Таганский парк со стадионом (а это половина былой площади обители).
4 апреля 1998 года освящены три придела Покровского храма первого этажа.
1 мая 1998 года в монастырь были перенесены останки Матроны Никоновой, в ночь на 8 марта того же года обретённые из могилы на Даниловском кладбище Москвы. Покровский монастырь стал центром распространения её почитания. 2 мая 1999 года Матрона Никонова была прославлена в лике местночтимых святых как «блаженная Матрона Московская», а в 2004 году на Архиерейском соборе состоялась общецерковная канонизация.

В 1999 году освящён верхний храм Покрова Пресвятой Богородицы, 22 ноября 2001 года, в день 120-й годовщины рождения Матроны Московской, освящён Воскресенский собор. В 2002 году освящена вновь отстроенная трёхъярусная колокольня, точное подобие разрушенной. Восстановлен Святой источник. К 2014 году в монастыре около 50 сестёр. 
Монастырь содержит приют для девочек на 40 человек.
Ежедневно монастырь посещают до 3 тысяч паломников, в воскресные и праздничные дни их число доходит до 25 тысяч, в дни престольных праздников — до 50 тысяч.

### Таганский парк
В 2007 году стало известно о предстоящей передаче монастырю Таганского парка, расположенного на месте бывшего некрополя монастыря, что вызвало протесты граждан. В октябре 2007 года мэр Москвы дал поручение городскому правительству подготовить распорядительный документ о передаче монастырю части парка. В январе 2008 года префект ЦАО Москвы огласил компромиссное решение: парк будет передан монастырю, при этом «часть парка будет передана Покровскому женскому монастырю, но туда не входит стадион, и подразумевается возможность использования территории парка жителями округа».
20 февраля 2008 года было опубликовано интервью игуменьи Феофании, в котором она заверила:
Несмотря на различные странные заявления активистов, мы не планируем, да это и невозможно, ограничивать приходящих в парк людей по национальному, религиозному или ещё какому-то признаку. Тем более, никакого контроля за тем, чтобы в жаркое время люди не приходили в короткой одежде речи быть не может. Монастырь ежедневно посещает несколько тысяч человек, и если уж в самом монастыре мы никого не прогоняем, то что говорить о парке, который мы очень рассчитываем превратить в место отдыха и покоя для всех жителей района.
29 июля 2009 года инициативной группой «Таганский парк» получено письмо из прокуратуры № 7/23-253-08/66808, согласно которому «в июле 2009 года префектурой ЦАО и управой Таганского района с участием представителей патриархии проведено совещание, на котором принято решение об отсутствии юридических оснований для передачи части территории парка монастырю».

### Восстановление подворья
Монастырскую гостиницу и часовню во имя блаженной Матроны Московской, а в комплексе с ними — молельный дом и трансформаторную подстанцию планировали построить до 2015 года. Проект был разработан в ГУП «Управление по реконструкции и развитию уникальных объектов».
7 июля 2009 года состоялись общественные слушания о межевании земли. На слушания пришли 48 человек. Поступило 22 замечания и предложения. Против строительства гостиницы монастыря по адресу Таганская, 44 высказались 13 человек.
13 апреля 2010 года издано распоряжение правительства Москвы о подготовке к строительству монастырской гостиницы, часовни с молельным домом и трансформаторной подстанции.
По состоянию на октябрь 2014 года, здание монастырской гостиницы с часовней возведено, велись внутренние отделочные работы.
В апреле 2013 года состоялось открытие подворья Покровского монастыря в Москве в районе Строгино в Троице-Лыкове.
Информация по дореволюционному землевладению и строениям Покровского монастыря по Семёновской улице (теперь Таганской улице) хранится в Центральном архиве научно-технической документации Москвы (ЦАНТДМ).

## Храмы и иные сооружения монастыря
- Храм Воскресения Словущего — основан в XVIII веке, в середине XIX века перестроен по проекту М. Д. Быковского;
- Церковь Покрова Пресвятой Богородицы — одноглавый храм, построенный в 1808—1814 годах;
- Колокольня;
- Настоятельский корпус;
- Братские корпуса;
- Ограда с башнями;
- Подворье Покровского женского монастыря в Строгине (Троице-Лыкове).

## Настоятели
- Спиридон (Потёмкин) (1662 — 12 ноября 1664)
- Транквиллин (? — 14 февраля 1769)
- Феодосий Стефановский (14 сентября 1774 — начало июля 1775)
- Иринарх (Базилевич) (1775—1777)
- Афанасий (Иванов) (1782—1786)
- Венедикт (1866—1867)
- Феодосий (Рождественский) (10 ноября 1867 — 20 августа 1871)
- Андрей (Садовский) (21 декабря 1885—1889)
- Сергий, архимандрит (1889 - 1894)
- Лаврентий (Некрасов) (27 июня 1894 — 17 июля 1895)
- Амфилохий (Лутовинов) (1896— 1902)
- Модест (Никитин) (4 августа 1913 — октябрь 1917)
- Сильвестр (Братановский) (1918—1920)
- Гурий (Степанов) (1920—1929)
- Феофания (Мискина) (с 22 февраля 1995)